# Juan Miguel Aguilera
Juan Miguel Aguilera (València 1960) és un escriptor espanyol de ciència-ficció. Viu i treballa a la seva ciutat natal, on té un estudi de disseny industrial i il·lustració. El 1981 va publicar el seu primer relat Sangrando correctamente en la revista Nueva Dimensión. Entre 1988 i 1995 va escriure juntament amb Javier Redal diverses novel·les, de las quals En un vacío insondable (1994), El Refugio (1994) i Maleficio (1995) van ser guardonades amb el Premi Ignotus. Integren també la seva producció narrativa, títols com: El bosque de hielo (1995), premis Alberto Magno i Ignotus; La llavor del mal (1996), escrita amb Ricardo Lázaro; La locura de Dios (1998), premis Imaginales (França) i Bob Morane (Bèlgica) a la millor novel·la estrangera; Contra tiempo (2001), escrita amb Rafa Marín, i Rihla (2003). A més a més, ha escrit guions de cinema -Náufragos (2000) i Stranded (2001)- i el guió del còmic Avatar: un regard dans l'abîme, amb dibuixos de Rafa Fonteriz.